# Operación Panamericana
Operación Panamericana fue el nombre de la iniciativa del Presidente del Brasil, Juscelino Kubitschek, que generó un mayor acercamiento en las relaciones diplomáticas entre Estados Unidos y América Latina. Esta fue formalizada en el aide-mémoire enviada por el gobierno de Brasil a los países americanos el 9 de agosto de 1958.

## Antecedentes
Los antecedentes para la iniciativa de Kubitschek fueron los incidentes durante la visita del Vicepresidente Richard Nixon a Venezuela. Por vía de una carta, de Kubitschek, en junio de 1958 dirigida al presidente Dwight D. Eisenhower se da un esbozo de como mejorar las relaciones hemisféricas. Ante la respuesta favorable y una serie de reuniones diplomáticas informales Kubitschek formalizó los principios de la Operación Panamericana por el aide-memoire.

## Historia
La propuesta se puede resumir en un reenfoque de las relaciones del sistema interamericano, que solo cubría aspectos jurídicos y de defensa, para abordar también los dimensiones económicos y sociales de la relación de EE. UU., la Organización de los Estados Americanos (OEA) y Latinoamérica. Se esboza la idea de una suerte de Plan Marshall pero aplicado a los países de Latinoamérica dentro del sistema de la OEA. Se parte del supuesto que el mejoramiento económico reforzaría la defensa no militar del hemisferio occidental. Entendida como la defensa hemisférica no militar a la penetración de la influencia de la Unión Soviética en la zona. Dicho nuevo enfoque en la política de relaciones interamericanas, y hay un fuerte énfasis en el aide-mémoire, debe ser permanente y multilateral.
Lo anterior bajo un esquema de preservar los siguientes aspectos: preservación de la democracia, libertad religiosa y respeto a la propiedad privada y libre empresa. Por último el aide-memoire puntualiza que para llevar a cabo los principios de la Operación Panamericana se debe coordinar a través de una serie de contactos y consultas de alto nivel entre los países de la OEA. Así como la creación de un comité de 21 expertos (Comité de los 21) que elaboraría las propuestas técnicas.
Como resultado de los lineamientos básicos de la Operación Panamericana se creó el Comité de los 21 (1959), BID (1959), ALALC (1960), Mercado Común Centroamericano (1960), Acta de Bogotá aprobada por el Consejo de la OEA en 1960. Al final por iniciativa del Presidente de los EE. UU. John F. Kennedy se llega al más ambicioso programa de ayuda para América Latina: la Alianza para el Progreso.